# Molodëžnyj
Molodëžnyj (in russo Молодёжный?) è una cittadina della Russia europea centrale, situata nell'oblast' di Mosca; dal punto di vista amministrativo, costituisce una città chiusa posta sotto il controllo del governo federale.
Sorge nell'estrema parte sudoccidentale dell'oblast', presso il confine con l'oblast' di Kaluga.
La cittadina è sede di un'importante base missilistica.